# Revenire (metalurgie)
Revenirea (în metalurgie) este un proces de tratament termic al metalelor, în special oțeluri călite, care se efectuează prin încălzirea metalului la temperaturi care sunt foarte diferite în funcție de tipul oțelului, urmată de răcire dirijată. Prin revenire se obține descompunerea martensitei (care este o structură în afară de echilibru) și întoarcerea la starea de echilibru fizico-chimic, corespunzătoare temperaturii ambiante, pentru mărirea ductilității și tenacității, micșorarea durității și înlăturarea tensiunilor interne (termice și structurale) apărute la călire. Oțelurile călite se folosesc numai după revenire, chiar dacă aceasta se face la temperaturi joase.

## Cinetica și mecanismul transformării

Diagrama de echilibru Fe-Fe_{3}C
L = lichid (metal topit)
Fe_{3}C = cementită
0–2,11 % C – oțeluri ; 2,11–6,67 % C fonte albe

Piesele din oțeluri călite cu structură martensitică sunt supuse revenirii la temperaturi sub temperatura transformării eutectoide A1 (v. diagrama fier–carbon). La oțelurile nealiate, la descompunerea prin revenire a martensitei se pot deosebi patru intervale de temperaturi ale transformărilor la revenire:
- intervalul de temperaturi 80–200 °C: martensita tetragonală se transformă în martensită cubică. Carbonul precipită sub forma unor carburi metastabile;

- intervalul de temperaturi 200–300 °C: austenita reziduală se transformă în soluție solidă α și lamele de cementită sau carburi, structură asemănătoare cu bainita inferioară

- intervalul de temperaturi 300–400 °C: soluția suprasaturată se descompune complet, se micșorează tensiunile interne, carburile metastabile se transformă în cementită. La sfârșitul acestei transformări rezultă o structură bifazică aciculară, formată din ferită și cementită, structură denumită troostită de revenire.

- temperaturi peste 400 °C: se formează sorbita de revenire, care datorită formei globulare a cementitei are plasticitate mai mare față de sorbita obținută prin călire.

Elementele de aliere au următoarele influențe asupra revenirii: frânează transformările la revenire, aceasta având  loc la temperaturi mai ridicate decât la oțeluri nealiate, stabilizează în măsură  mai mare austenita reziduală și asigură creșterea gradului de dispersie a structurilor, ceea ce conduce la creșterea proprietăților mecanice. Transformările structurale, respectiv proprietățile mecanice nu depind numai de temperatura de revenire, ci și de durata de menținere, viteza de încălzire și viteza de răcire. Viteza de răcire după revenire este importantă dacă nu s-a transformat austenita reziduală și dacă oțelurile sunt aliate cu elemente care pot cauza fragilitate de revenire. Se  recomandă utilizarea unor viteze de răcire mai mari (în apă, ulei) pentru oțeluri aliate cu Mn, Cr și pentru oțeluri cu conținut ridicat de fosfor. Pentru oțelurile carbon de construcție răcirea se face cu viteză mică, în aer.

## Tipuri de revenire pentru oțeluri carbon
În practica industrială se aplică următoarele tipuri de revenire a oțelurilor carbon:
1. Revenirea joasă la temperaturi de 100–250 °C, cu menținere de 1–3 h. Se urmărește păstrarea structurii martensitice și a durităților mari, precum și reducerea tensiunilor interne. Se aplică instrumentelor de măsurare, sculelor, pieselor cementate, cianurate etc. 
2. Revenirea medie la temperaturi  de 350–450 °C. Se obțin structuri de troostită și martensită cu duritate mare (40-50 HRC), limită de elasticitate ridicată (necesară, de exemplu, la arcuri) și bună rezistență la uzură.
3. Revenirea înaltă se aplică oțelurilor cu 0,35–0,60 % carbon, prin încălzirea la 450–650 °C. Structura realizată este sorbita de revenire, obținându-se o asociere optimă de proprietăți de rezistență, plasticitate și tenacitate, necesare organelor de mașini supuse la sarcini dinamice și vibrații. Reziliența are o valoare maximă în cazul încălzirii pentru revenire la 650 °C. Călirea urmată de revenire înaltă este denumită în practica industrială îmbunătățire. În urma revenirii la anumite temperaturi, oțelurile prezintă fenomenul de fragilizare de revenire, care se evidențiază prin scăderea rezilienței.